# Антонио Карбахал
Анто́нио Фе́ликс Карбаха́л Родри́гес (на испански: Antonio Felix Carbajal Rodríguez), наричан още Ла Тота, 7 юни 1929, Мексико — 9 май 2023, Леон де лос Алдама, Мексико) е мексикански футболист, вратар. Играл за „Реал Еспаня“ и „Леон“. Играе за „ацтеките“ от 1950 до 1966 години играе в 48 мача (11 от тях на световни финали). Един от шестте футболисти в историята, излизали на футболното поле на пет световни първенства (до 1998 година е единствен), когато бива изравнен от Лотар Матеус. Останалите трима са Андреас Гуардадо, Рафа Маркес и Кристиано Роналдо.

## Кариера
Започва професионалната си кариера през 1948 в „Реал Еспаня“, но преди това играе за Олимпийския отбор на „ацтеките“ на Олимпийските игри в Лондон. През 1950 „Еспаня“ прекратява съществуването си заради различия с феновете си и тогава Антонио преминава в „Леон“, където остава до края на кариерата си, където записва 364 мача с клуба и става легенда.
През 1950 за първи път учавства на Световни финали в Бразилия, но мексиканците губят и трите си мача в групите. По това време Мексиканския отбор е един от слабите тимове. През 1954 в Швейцария националите играят само два мача заради различния формат, като губи и двата. През 1958 в Швеция най-накрая е сложен край на лошата серия, където печели първата си точка с Уелс при 1:1, но губи другите си две срещи. Чили - 1962 „зелените“ вече са друг отбор. Записват първата си победа над Чехословакия с 3:1, но губят от бъдещия шампион Бразилия. И в трите мача Карбахал е титуляр. През 1966 Антонио е резерва на Инасио Калдерон, но след две загуби в третия мач застава на вратата срещу Аржентина (0:0), като така става първия футболист играл на пет световни първенства.
След края на кариерата си става треньор на „Леон“ и с него печели две купи за три годишния си престой. След това е треньор в други местни отбори и асистент в националния отбор на Мексико.
Дълго време Антонио Карбахал е вратарят с най-много допуснати голове на световни финали - 25, но през 2002 е застигнат от Мохамед Ал-Деая (Саудитска Арабия).

## Успехи

### Клубни
Леон
- Шампион (2): 1951/52, 1955/56

Купа на Мексико:
- Носител (1): 1957/58

Шампион на шампионите:
- Носител (1): 1956

- Златен медал на ФИФА за заслуги пред футбола